# Förfilateli

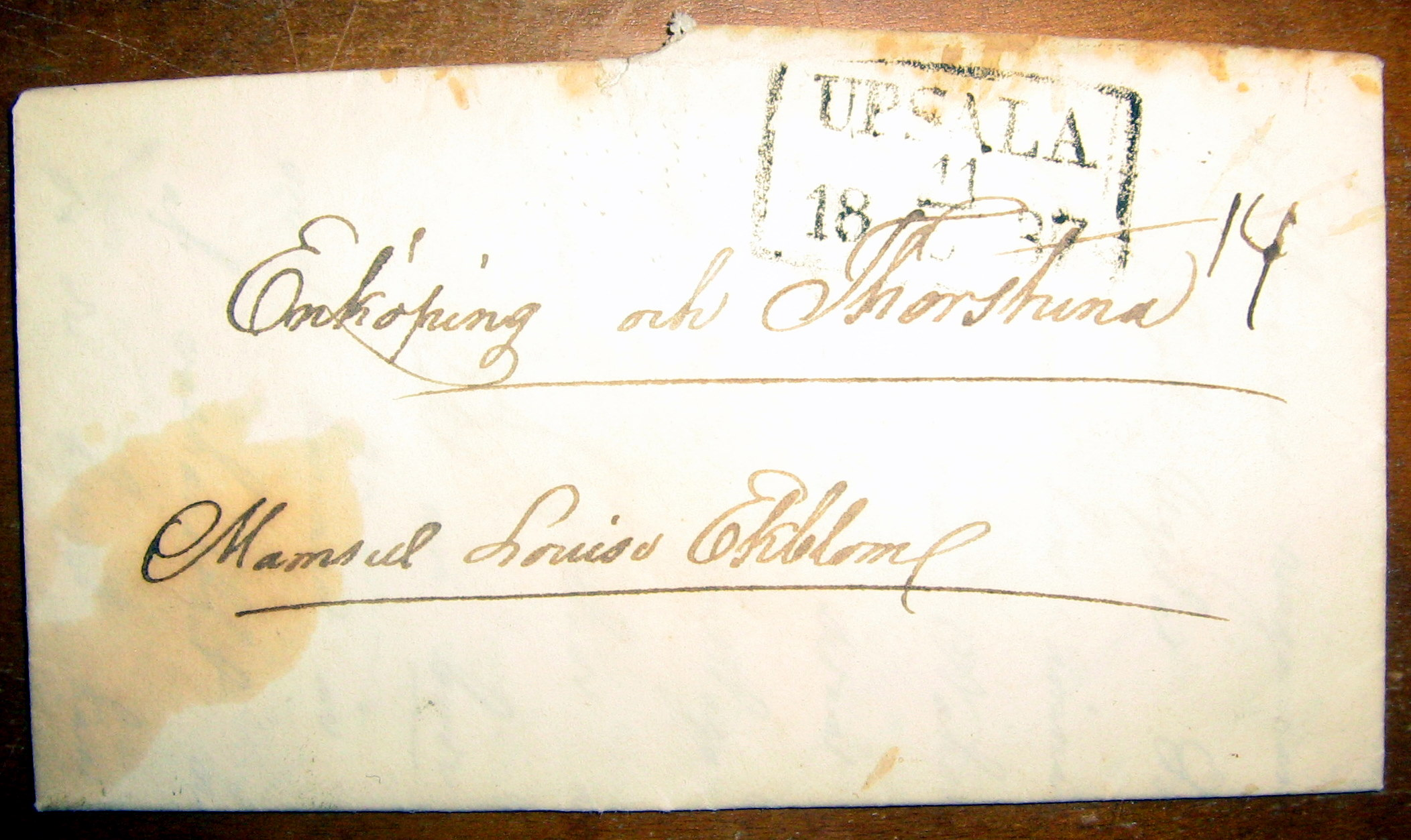
Brev med fyrkantstämpel "Upsala", skickat år 1837.

Förfilateli är brev och andra postala försändelser från tiden före frimärkets införande. Tidsgränsen för förfilateli är således olika i olika länder. Före frimärket användes olika makuleringsstämplar med eller utan datum och ortsangivelse.

## Förfilateli i olika länder
I Storbritannien och på Irland var förfilateli norm fram till de båda frimärkena Penny Black och Two pence Blue gavs ut den 6 maj 1840. 
I Norge handlar det om en period från 1845 till 1855 då poststämplar användes. 

### Sverige
I Sverige handlar det om tiden före 1855 då de första frimärkena infördes i Sverige. Postverkets grundande år 1636 brukas ses som starten även om äldre brev finns. Brev från tiden före 1636 var så kallade kurirbrev som skickades med hjälp av kurir.  
Brev som skickades med Postverket efter 1636 karterades och skrevs upp på brevkartor som skickades tillsammans med brevpaketen till nästa postkontor.   